# IPTC
IPTC-NAA-Standard (nebo jen IPTC) slouží k ukládání textových informací do obrazových souborů (např. JPEG nebo TIFF). Tento standard byl definován zhruba v roce 1990 jako Information Interchange Model (IIM) pro novinářské účely. Textové informace se ukládají v definovaném formátu do části souboru k tomu určené.
Prostřednictvím IPTC tak lze přímo do obrazových souborů zapsat údaje jako autorská práva, jméno autora, titulek fotografie nebo klíčová slova pro vyhledávání. Tento způsob ukládání metadat je rozšířen zejména u společností spravujících velká množství fotografií, např. u zpravodajských agentur nebo fotobank. S pomocí vhodného softwaru je tedy správa obrazových archivů jednodušší a vyhledání požadovaných fotografií otázkou okamžiku.
IPTC-NAA-Standard vyvinul IPTC (International Press Telecommunications Council) spolu s NAA (Newspaper Association of America) v zásadě pro všechny druhy médií - text, fotografie, grafiky, audio i video. Částečně jej převzala společnost Adobe Systems Inc. pro popisování obsahu grafických souborů ve svém bitmapovém editoru Adobe Photoshop.
V mezičase byl jako nový formát pro výměnu informací v obrazových souborech navržen NewsML a firma Adobe přišla se svým formátem XMP. Avšak vzhledem k tomu, že nové produkty od Adobe Systems Inc. XMP už nepodporují, lze soudit, že význam standardu IPTC je znovu na vzestupu.

## Parametry
| IPTC pole                       | Kód pole | Popis | Ukázka                                          | Max. počet znaků |
| ------------------------------- | -------- | --- | ----------------------------------------------- | --- |
| Headline                        | #105     | titulek | Zlatá rybka                                     | 256 |
| Caption                         | #120     | popis děje na obrázku (podle zpravodajské zásady „5 W“)                                                                                          | Zlatá rybka plave v akváriu.                    | 2000 |
| Caption Writer                  | #122     | zapisovatel popisu obrázku | Břetislav Rozehnal                              | 128 |
| Keywords                        | #025     | klíčová slova | ryba, zlatá rybka, akvárium, zvířata, voda      | libovolné množství klíčových slov (každé o délce max. 64 znaků), omezeno pouze nejvyšší přípustnou velikostí IPTC hlaviček, tj. 64 kB |
| Category                        | #015     | kategorie (podle NAARTNDA) | EDU                                             | 3 |
| Supplemental Category           | #020     | vlastní (uživatelem definované) kategorie | výběr 2007, prezentace                          | libovolné množství kategorií (každá o délce max. 32 znaků), omezeno pouze nejvyšší přípustnou velikostí IPTC hlaviček, tj. 64 kB      |
| By-line                         | #080     | jméno autora/fotografa | Břetislav Rozehnal                              | 32 |
| By-line Title                   | #085     | titul autora/fotografa | Fotograf na volné noze                          | 32 |
| Copyright                       | #116     | autorská práva | © Břetislav Rozehnal, 2007, all rights reserved | 128 |
| Contact                         | #118     | kontakt | Břetislav Rozehnal, breta@foto-agency.cz        | 128 |
| Original Transmission Reference | #103     | udává, odkud byl převzat původní obrázek | BER-12-07-06                                    | 32 |
| Source                          | #115     | zdroj | Jaromila Štruncová, Foto Agency, s.r.o          | 32 |
| Credit                          | #110     | zprostředkovatel fotografie (což nemusí vždy být sám autor)                                                                                      | Foto Agency, s.r.o.                             | 32 |
| Object Name                     | #005     | krátký popis obrázku, může být i jméno souboru                                                                                                   | Rybka_1                                         | 64 |
| City                            | #090     | místo pořízení: město | Zapadákov                                       | 32 |
| Sublocation                     | #092     | místo pořízení: oblast | Krkonoše                                        | 32 |
| Province/State                  | #095     | místo pořízení: nejvyšší správní jednotka (kraj/provincie/kanton/stát/spolková země apod.)                                                       | Královéhradecký kraj                            | 32 |
| Country Code                    | #100     | místo pořízení: (alpha-3) kód státu podle normy ISO 3166-1                                                                                       | CZE                                             | 3 |
| Country Name                    | #101     | místo pořízení: stát | Moje království                                 | 64 |
| Created Date                    | #055     | datum pořízení ve formátu RRRRMMDD. Neznámé datum je vyjádřeno pomocí „00“                                                                       | 20070605                                        | 8 |
| Created Time                    | #060     | čas pořízení ve formátu HHMMSS±HHMM (čas ± posun vůči UTC). Neznámý čas se určuje co možná nejpřesněji                                           | 143712+0100                                     | 11 |
| Digital Creation Date           | #062     | datum digitalizace ve formátu RRRRMMDD | 20070606                                        | 8 |
| Digital Creation Time           | #063     | čas digitalizace ve formátu HHMMSS±HHMM (čas ± posun vůči GMT)                                                                                   | 103347+0100                                     | 11 |
| Release Date                    | #030     | datum zveřejnění ve formátu RRRRMMDD | 20070606                                        | 8 |
| Release Time                    | #035     | čas zveřejnění ve formátu HHMMSS±HHMM (čas ± posun vůči GMT)                                                                                     | 120000+0100                                     | 11 |
| Originating Program             | #065     | program, v němž byl soubor vytvořen | GIMP                                            | 32 |
| Program Version                 | #070     | verze programu, v němž byl soubor vytvořen | 2.0                                             | 16 |
| Job ID                          | #184     | vnitřní identifikace projektu | S25-04-05-06                                    | 32 |
| Edit Status                     | #007     | stav zpracování souboru | archivováno                                     | 64 |
| Object Cycle                    | #075     | cyklus zpracování: "a" - ráno/dopoledne, "p" - odpoledne/večer a "b" - obojí                                                                     | b                                               | 1 |
| Priority                        | #010     | důležitost: "1" nejvyšší, "5" normální a "8" nejnižší. Stupeň "9" je určen pro uživatelem určenou důležitost, "0" je vyhrazena pro budoucí účely | 5                                               | 1 |
| Fixture Identifier              | #022     | označuje obrázek z pravidelně obnovovaného zdroje                                                                                                | Webkamera u akvárka                             | 32 |
| Special Instructions            | #040     | zvláštní instrukce | Důvěrné!                                        | 256 |